# Mahdi al-Arabi
Mahdi al-Arabi es un brigadier libio que sirvió bajo las fuerzas armadas de Libia leales a Muammar Gaddafi. Fue subjefe del estado mayor del ejército libio. Durante la guerra de Libia de 2011 fue puesto en cargo de ayudar a suprimir las protestas, con mayor notoriedad en la ciudad libia de Zauiya.
El 21 de agosto, las fuerzas rebeldes presuntamente arrestaron a Arabi en Zawiya. Un video de la supuesta detención de Arabi en la detención fue subido a YouTube el 11 de septiembre.